# Adler (distrikt)
Adler (eller Adlerskij rajon, ryska Адлерский райо́н) är ett av fyra distrikt som tillhör staden Sotji, 30 km sydöst om Sotjis centrum i södra Ryssland. Folkmängden uppgår till cirka 100 000 invånare.

## Beskrivning
Adler har anrika traditioner som kurort. Orten ligger i direkt anslutning till gränsen mot Abchazien. Stadsbebyggelsen når i sydöst fram till floden Psou som bildar gräns mot Abchazien, en halvmil från centrala Adler.
Sotjis internationella flygplats, belägen i distriktet, är en av Rysslands största. Flygplatsen kom till flitig användning i samband med olympiska vinterspelen 2014. Den olympiska parken plus den olympiska byn och det stora presscentret byggdes upp i centrala Adler, och vägen upp i bergen och OS-grenarna på snö runt Krasnaja Poljana utgick från Adler. Den vägen går längs med floden Mzymtas dalgång.

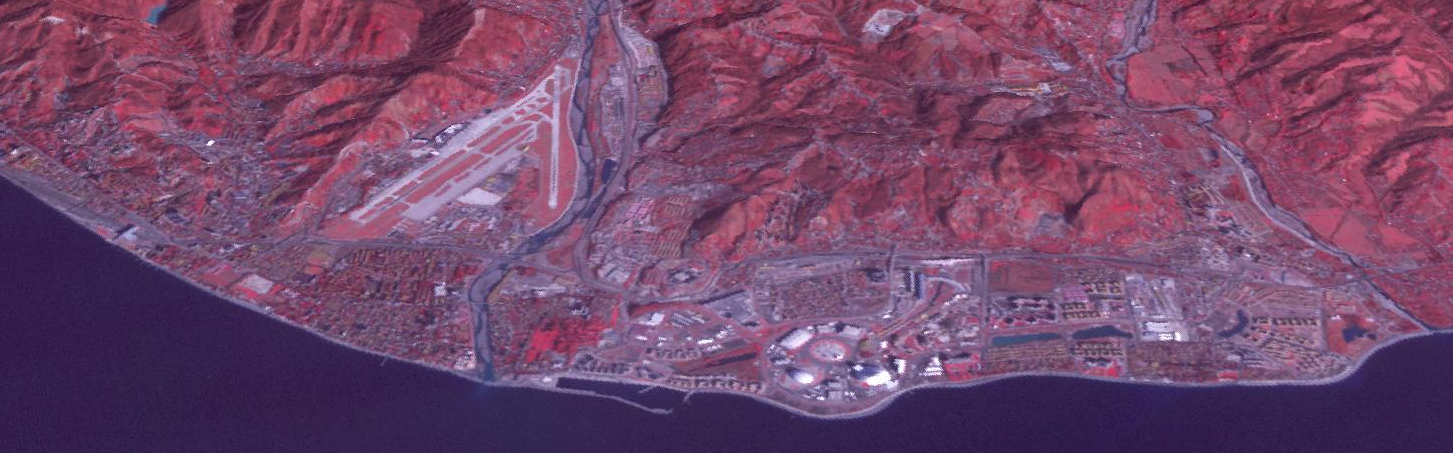
Satellitvy över Adler, januari 2014. Den internationella flygplatsen syns uppe till vänster, bredvid Mzymtas floddal som längre upp i bergen bland annat når Krasnaja Poljana. Den olympiska parken syns nere i mitten, vid Svarta havet. Floden längst till höger (Psou) bildar gräns mot Abchazien. Fotot är ett termofoto med falska färger.